# 黒人差別をなくす会
黒人差別をなくす会（こくじんさべつをなくすかい）とは、1988年（昭和63年）に発足した、日本の私設団体である。
大阪府堺市を拠点に活動しており、子供向け絵本 『ちびくろサンボ』を絶版に追い込んだことなどで知られる。

## 概要
大阪府堺市在住の有田利二の息子、有田太（ありた はじめ、当時小学校4年生）の発案により、日本における差別撤廃の一環として、利二の妻・有田喜美子を会長に1988年（昭和63年）8月11日に発足した。当初の構成員はこの親子3人のみであったが、その後会員数を増やし、1992年（平成4年）2月時点の会員数は135人、1995年（平成7年）12月時点の会員数は225人であった。

## 発足の経緯
1988年（昭和63年）7月にワシントン・ポストに掲載された、日本製の黒人をモチーフとしたキャラクター人形（サンリオのサンボ・アンド・ハンナ。当該キャラクターグッズは記事が掲載された即日にサンリオが自主的に発売中止・回収措置を取った）やマネキン（ヤマトマネキン製）に対する批判記事を利二が読み、当時9歳の長男と会長である妻が、当該キャラクターは差別的な表現に当たるのではないかと思ったことがきっかけで、一家で店頭に並ぶ黒人キャラクター商品を買い集め、キャラクターグッズなどにおける黒人の表現を調べ始めたことから発足した。

## 活動
活動内容は同会が黒人差別表現をしていると判断した（場合によっては人種差別全般も）キャラクター、漫画、アニメーション、出版社、企業などに対して抗議文を送付というものである。
同会の活動により、以下の結果につながっている。
- 1988年（昭和63年）12月、絵本『ちびくろサンボ』に抗議、一時絶版[3]。
- ワシントンポスト紙を通じ、1989年（平成元年）8月、アメリカ黒人団体の招待で一家三人が渡米[4]。元大統領候補ジェシー・ジャクソン、ロサンゼルス市長を務めていたトム・ブラッドリーと会見「差別をなくすチャンピオン」と称され、この時の報告記を『部落解放』1989年（平成元年）11月号に掲載される。
- 有田太書記長（当時12歳）がカルピス食品の黒人を模したシンボルマークを「典型的差別」と指摘し1990年（平成2年）1月からシンボルマークの使用を中止させる。[3]。
- タカラ（現・タカラトミー）が用いていたダッコちゃんマークに抗議し、使用中止させる[5]。
- 「黒人」が登場する作品を総点検。1990年下旬、各出版社に期限付きの手紙を送り善処を求める。その中に『ジャングル大帝』などがあり、手塚プロは『手塚治虫漫画全集』（当時全300巻）を始めとする、1コマでも黒人が描かれている作品を収録した300数十冊の出版を一時停止[6]。
  - 手塚治虫漫画全集には、こうした抗議を反映して、巻末に編集者の断り文が掲載されている。
- 1990年（平成2年）7月、黒人をイメージさせるオバケを登場させた『オバケのQ太郎』の「国際オバケ連合」に抗議し、一部回収・絶版させる（『ジャングル黒べえ』も同時期に回収・絶版となったが、これに対し直接に会が抗議したかどうかは不明[7]）。
- 手塚治虫展での展示品の差し替え。
- 1990年（平成2年）8月、鳥山明『Dr.スランプ』、秋本治『こちら葛飾区亀有公園前派出所』、ゆでたまご『SCRAP三太夫』、佐藤正『燃える!お兄さん』、えんどコイチ『ついでにとんちんかん』に抗議、表現を修正させる。
- 1992年（平成4年）、パルコの情報誌『GOMES』に抗議し、回収させる。
- 1993年（平成5年）9月、絵描き歌の「コックさん」を収録したサンリオの絵本に抗議し、回収に追い込む[8]。
- 1995年（平成7年）12月、竹本泉『あんみつ姫』に抗議し、回収させる[2]。
- 1998年（平成10年）9月、沖縄県の観光土産の黒人を扱ったキャラクター人形の発売停止。札幌市の児童公園「くろんぼ公園」に抗議し、「おひさま公園」に変更させる。
- 1999年（平成11年）6月、手塚治虫『手塚治虫の動物王国』に抗議し、出荷停止させる[9]（後に断り書きをつけて再出荷）。
- 2000年（平成12年）、岩波文庫に収録されているアルベルト・シュヴァイツァーの『水と原生林のはざまで』に「土人」という人種差別的な表現があるとして一時出荷停止に追い込む[10]。
  - 当時これらの活動はアメリカでも報道され、黒人差別撤廃論者から称賛されたが、後述の通り、当該作品のファンや、表現の自由を主張する立場の論者などからは非難された。
- 2002年（平成14年）には再び岩波書店に対して、『ドリトル先生』作中にニガー川などの差別的表現があるとして抗議した[11]。

## 評価
活動によって漫画などにおける「顔が真っ黒で唇が分厚い」というステレオタイプな黒人表現がタブー化され、抗議を恐れる出版社・創作者の自主規制が行き過ぎて、作品に黒人そのものを登場させることができないようになり、結果的に「黒人差別をなくす会」の行動によって、商業的表現活動の場において、黒人の存在そのものの自主規制を誘発すると指摘された。また、直接抗議もしくは自主規制により黒人が登場する過去の作品が封印される結果につながっているため、批判的意見が出ている。是正要求自体が「表現の自由の侵害」とする意見も噴出した。

## 主なメンバー
- 会長：有田喜美子
- 副会長：有田利二（発足当時、堺市教育委員会職員、及び解放会館舳松歴史資料館勤務）
- 書記兼会計：有田太（発足当時、小学校4年生）

## 関連書籍
- 徹底追及「言葉狩り」と差別　週刊文春編　平成6年出版